# カプクレ駅
カプクレ駅（カプクレえき、トルコ語:Kapıkule Tren İstasyonu）は、マルマラ地方エディルネ県カプクレにあるトルコ国鉄（TCDD）の駅。
ブルガリアとの国境に近い駅。ペフリヴァンキョイ-スヴィレングラード線上の駅で、ブルガリア方面への国際列車も通っており、トルコの出入国審査は当駅で行われる。

## 駅構造
島式ホーム1面2線と単式ホーム1面1線を有する地上駅。駅舎は単式ホーム側にあり、島式ホームへは地下道で結んでいる。駅舎の外側に面して、出入国審査の窓口が設けられている。

## 隣の駅
トルコ国鉄
イスタンブール-ソフィアエクスプレス、ボスポラスエクスプレス
エディルネ駅 - カプクレ駅 -  スヴィレングラード駅
イスタンブール-カプクレ地域間鉄道
エディルネ・シェヒル駅 - カプクレ駅
オプティマエクスプレス
エディルネ駅 - カプクレ駅 -  カロチナ西駅